# Camille Roy (homme politique)
Pour les articles homonymes, voir Camille Roy et Roy.
Camille Roy (13 juillet 1911 à Nicolet dans le Centre-du-Québec - 29 mars 1969 dans la même ville et région à l'âge de 58 ans) est un agriculteur et un homme politique québécois. 
Il a été député de la circonscription de Nicolet à l'Assemblée législative du Québec de 1952 à 1962, sous la bannière de l'Union nationale.
Il fut également secrétaire de l'Union catholique des cultivateurs, de la ligue du Sacré-Cœur et directeur de la Coopérative fédérée.